# Tscharana
Tscharana ist ein Vogel in der Mythologie der osteuropäischen Roma.
Tscharana ist von gewaltiger Größe, fliegt schnell wie der Wind und lebt 999 Jahre lang. Er muss jede Nacht an der Brust ein und derselben Frau gestillt werden, die dann das gleiche Alter erreicht wie er und erst mit ihm gemeinsam stirbt.
Im Märchen vom Schlangenkönig, einer ähnlich auch in Indien begegnenden Variante des Stoffs Die Schöne und das Biest, brütet die schöne Lolerme ein Ei des Vogels Tscharana in ihrer Vagina aus und zieht den daraus geschlüpften Vogel an ihrem Busen groß, damit dieser ihre Feindin, die Hexe, töte.